# Joelia Skopa
Joelia Vitaljevna Skopa (Russisch: Юлия Витальевна Скопа; geboortenaam: Токарева; Tokareva) (Moskou, 15 maart 1978) is een voormalig Russische basketbalspeelster, die speelde voor het nationale team van Rusland. Ze werd Meester in de sport van Rusland.

## Carrière
Skopa begon haar carrière bij Trinta Moskou in 1994. In 1996 gaat ze spelen voor Dinamo Moskou. Met Dinamo wordt ze vier keer Landskampioen van Rusland in 1998, 1999, 2000 en 2001. In 2005 stapt ze over naar Spartak Oblast Moskou Vidnoje. Met die club wint ze de finale van de EuroCup Women in 2006. Ze wonnen van Pays d'Aix Basket 13 uit Frankrijk met 80-65 en 72-66. In 2006 keerd ze terug bij haar eerste club die inmiddels Dinamo Oblast Moskou Ljoebertsy heet. In 2007 verhuisd ze naar Dinamo-Energia Novosibirsk. In 2008 gaat ze spelen voor Nadezjda Orenburgen later voor Mytishchi-MGUL. In 2009 stapt ze over naar Spartak Oblast Moskou Noginsk. In 2011 stopt ze met basketbal.
Met het nationale team van Rusland speelde ze op de Olympische Spelen in 2000 en werd zesde. Op het Wereldkampioenschap won ze zilver in 1998 en 2002. Ook won ze brons in 1999, zilver in 2001 en goud in 2003 op de Europese Kampioenschappen.

## Erelijst
- Landskampioen Rusland: 4
  - Winnaar: 1998, 1999, 2000, 2001
  - Derde: 1997, 2002
- EuroCup Women: 1
  - Winnaar: 2006
- Wereldkampioenschap:
  - Zilver: 1998, 2002
- Europees kampioenschap: 1
  - Goud: 2003
  - Zilver: 2001
  - Brons: 1999